# Псеашхо
Псеашхо́ (Псеашха) — горный массив на Западном Кавказе, в 20 км от посёлка Красная Поляна, в верховьях рек Уруштен, Малая Лаба, Пслух, на территории Кавказского природного биосферного заповедника. Относится к Главному Кавказскому хребту.
Топоним «Псеашхо» переводится с адыгейского как «многоводная гора» (адыг. Псы— вода и адыг. Шха — голова, верхушка), по-видимому, из-за того, что на склонах массива берут начало несколько рек, питаемых ледниками.

## Географические особенности
Массив Псеашхо ограничен с запада троговой долиной с перевалом Псеашхо (2014 м). Эта долина протяженностью около пяти километров ЮЮЗ-ССВ и шириной около 500 м выработана древним ледником. Продольный уклон долины настолько мал, что прохождение перевала Псеашхо незаметно.
Через этот перевал идет доступный маршрут с севера из Псебая через Главный Кавказский хребет на юг. Именно этим путём в 1835 г. русский офицер барон Фёдор Торнау проник с северных отрогов Кавказского хребта с целью разведки в Кбаадэ (старое название пос. Красная Поляна) и далее на юг к Чёрному морю в район будущего Адлера.
С юго-запада массив Псеашхо ограничен долиной реки Пслух, с востока долинами рек Малая Лаба и Чистая, с севера — долинами рек Холодная и Мраморная. Южной оконечностью массива можно считать перевал Аишха (2401 м), северной — перевал Мраморный (около 2800 м).

### Орография горного массива
Массив Псеашхо представляет собой сложный горный узел с хребтами разной направленности и вершинами от 2500 м. В основном массиве выделяют следующие вершины:
Северный Псеашхо (3256,9 м) — главная вершина массива;
Южный Псеашхо (3251,2 м)
Узловая (3196 м)
Сахарный Псеашхо (п. Сахарная голова) (3188,9 м)
Западный Псеашхо (2899,8 м)

### Ледники

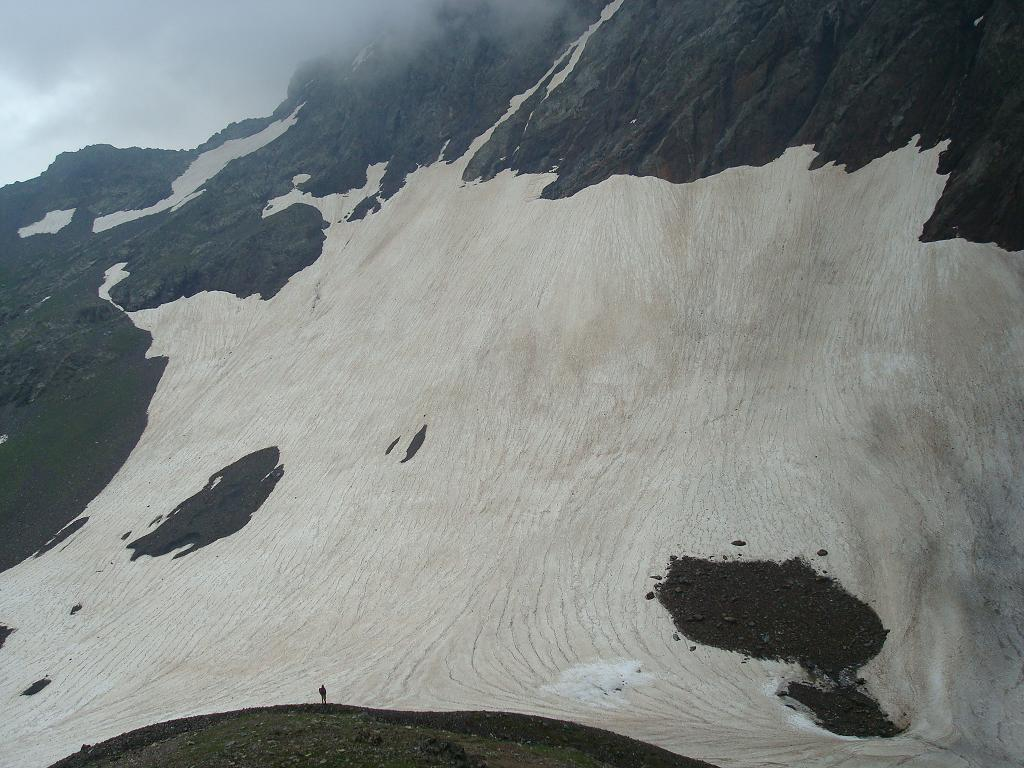
Ледник Сахарный на склонах вершины Сахарный Псеашхо. На фоне ледника — человек.

Массив Псеашхо интересен своими 11 ледниками. Наиболее крупный из них ледник Псеашхо является самым крупным ледником Краснодарского края. Ледник карово-долинного типа длиной 3 км и площадью 1,5 кв. км. К северу от высшей вершины Северный Псеашхо расположен ледник Мраморный, дающий начало реке Мраморной. Также на северных склонах находится ледник Холодный, из которого вытекает река Холодная, впадающая через несколько километров в реку Уруштен.
Особенностью оледенения массива Псеашхо является то, что здесь появляются первые с запада ледники южного макросклона Большого Кавказа.
За последние десятилетия площадь ледников сокращается.

## Рекреационные возможности
Массив горы Псеашхо пользуется популярностью у туристов и альпинистов. На отдельные вершины проложены альпинистские маршруты различных категорий сложности от 1Б до 3Б.